# Protobiella zelandica
Protobiella zelandica (лат.) — вид сетчатокрылых насекомых, единственный в составе рода Protobiella из семейства Berothidae. Впервые был описан в 1923 году австралийским энтомологом Робертом Джоном Тилльярдом (1881—1937) по двум экземплярам, собранным им в 1921 году. Это единственный эндемик из Berothidae в Новой Зеландии. В базе данных видов животных Catalogue of Life подвиды не отмечены.

## Описание и экология
Небольшой коричневый вид, около 1 см (передние крылья самца 6,75—9,0 мм, самки 7,0—9,0 мм. задние крылья самца 6,0—7,5 мм, самки 6,0—7,75 мм). Тело с жёлто-коричневыми отметинами на голове и груди, проявляющимися латерально в виде прерывистой полосы. Антенны средней длины, покрыты волосками, тёмно-коричневые, но бледнее апикально. Голова и тело с чёрными волосками. Крылья в крапинку коричневого цвета, с более тёмными коричневыми пятнами в виде поперечной субапикальной полосы и двух коротких внутренних задних полос на передних крыльях. Нижняя сторона тела и ноги бледно-коричневые, ноги темнее апикально с отчётливым бледным пятном базально на голенях. Брюшко коричневое дорсально с более темной срединной полосой, различными более тёмными пятнами на 6 базальных сегментах, вентрально бледно-соломенного цвета, простирающегося по задним краям базальных сегментов, конечные сегменты соломенного цвета. Антенны вида отличаются у разных полов: у самцов на антенне менее 40 жгутиков, в то время как у самок их более 40.
Эллиптические белые яйца, без скульптуры, находятся на конце длинной нити, одиночно или чаще в скоплении на одной нити. Благодаря коричневой окраске насекомое лежит с близко расположенными друг к другу усиками, кончики которых прижаты к субстрату, что создает впечатление маленького мёртвого листа, особенно когда оно сидит на ветке, и делает его незаметным.
Зафиксировано, что этот вид хищничает на сосновых тлях хермесах (Adelgidae).

## Распространение
Protobiella zelandica встречается по всему Северному и Южному острову Новой Зеландии.